# Всесвітній науково-фантастичний конвент
Всесвітній науково-фантастичний конвент (англ. World Science Fiction Convention) , або скорочено «Ворлдкон» (англ. Worldcon)  — щорічний конвент Світового товариства наукової фантастики (англ. World Science Fiction Society, WSFS), що проводиться з 1939 року (за винятком 1942—1945 років, під час Другої Світової Війни).  Члени WSFS обирають місце проведення Ворлдкону, що відбудеться за два роки. Учасники Ворлдкону обирають переможців щорічної премії Г'юго, яких оголошують на кожному конвенті.

## Діяльність
Заходи і події конвенту зазвичай включають (але не обмежуються):
- Заходи щодо підтримки фанів і зовнішніх благодійних організацій
- Артшоу, де представлені картини, малюнки, скульптури та інші роботи переважно на теми фантастики і фентезі
- Автограф-сесії, літературні пиво- або кавозустрічі, «прогулянки з зірками», і інші варіанти зустрічей і спілкування з улюбленими авторами наукової фантастики та фентезі.
- Церемонії нагородження:
  - Премія Чеслі
  - Премія Г'юго
  - Меморіальна премія імені Джона Кемпбелла
- Костюми — як офіційний конкурс («Маскарад»), так і неофіційні «костюмовані зали» або косплей
- Танці — один або кілька танцювальних заходів з живою музикою або ді-джеєм[2]
- Виставки, що містять фотографії відомих шанувальників і авторів, історичні огляди, інформацію про космос і науки, місцеву інформацію тощо
- Місця продажу книг, цікавих дрібничок, ігор, коміксів, фільмів, прикрас, костюмів та інших товарів[3][4][5]
- Вітальня для фанів — місце для читань, обміну думками, сприянню та обговоренню фензинів
- Фанські столи — де фанатські організації та представники інших конвентів демонструють і просувають свої групи
- Філк та інші музичні вистави, гуртки і майстерні
- Фільми — незалежний кінофестиваль та інші покази  науково-фантастичних фільмів, телевізійних шоу тощо
- Геймінг — живі, а також настільні, карткові та рольові ігри
- Живі театральні вистави
- Дискусійні форуми з широкого кола питань, що належать до спекулятивної фантастики, кіно-, аудіо- та інших ЗМІ; мистецтва; графіки; фандому та фанських хобі; науки, технології і суспільство
- Промови та інші виступи почесних гостей та інших учасників програми
- Інші заходи Всесвітнього товариства наукової фантастики, в тому числі визначення місця проведення майбутнього конвенту, зміни в Конституції товариства, організаційні події

## Нагороди
Світове товариство наукової фантастики керує нагородженням премією Г'юго, найстарішої і найвизначнішої нагороди в галузі наукової фантастики. Номінанти відбираються шляхом голосування учасників Ворлдкону. Категорії нагород включають романи та оповідання, художні твори, драматичні постановки тощо.
Інші нагороди також мають можливість бути представленими на Ворлдконі на розсуд комітету конвенту. Зазвичай це національні НФ нагороди, наприклад, японська премія «Сейун» (2007), канадська премія «Аврора» (2009). Церемонії нагородження Меморіальною премією імені Джона Кемпбелла, Sidewise Award, премії Чеслі, премії «Прометей» хоча і не керуються Ворлдконом, також відбуваються під час конвенту.

## Почесні гості
Комітет Ворлдкону обирає почесних гостей конвенту, це, звичайно, автор (він же «письменник» або «професіонал») і шанувальник. На багатьох конвентах почесними гостями були також художник, редактор, науковець і ведучий для великих заходів, таких як церемонії відкриття, закриття і нагородження Г'юго.
У той час як інші конвенти обирають почесних гостей з огляду на поточну популярність, почесні гості Ворлдкону зазвичай обираються за визначний внесок впродовж життя. Хоча гості часто відомі діячі, деякі комітети обирають менш відомих осіб, які, на думку комітету, заслуговують більшого визнання своїх досягнень з боку спільноти.[джерело?]

## Світове товариство наукової фантастики
Назва WorldconSM  є сервісною маркою і власністю Світового товариства  наукової фантастики (англ. World Science Fiction Society, WSFS), неінкорпорованого літературного товариства, метою якого є стимулювання інтересу до наукової фантастики. WSFS не має офіційних посад, тільки невеликі комітети, які  складаються з учасників поточного Ворлдкону. Основними напрямками діяльності є процес голосування на щорічному конвенті та різні нагороди. Конвенти запроваджуються некомерційними, волонтерськими організаціями, що подають заявку на проведення заходу.
Конституція Світового товариства наукової фантастики та зміни до неї обговорюється на щорічних загальних зборах, відомих як «ділові зустрічі», які відбуваються під час Ворлдконів, зазвичай послідовно на трьох ранкових сесіях. Конституція Світового товариства наукової фантастики визначає правила для відбору місця наступного конвенту, для премії Г'юго, і для поточної діяльності. В цей час також  відбуваються засідання постійних або спеціальних комітетів для розгляду деяких поправок та певних адміністративних функцій.
Єдиним постійним  комітетом є Комітет захисту торгової марки, який несе відповідальність за збереження торгових марок і доменних імен товариства.

## Історія
Перший Всесвітній конвент відбувся 1939 року у Караван-Холі, в Нью-Йорку. Він готувався з 1937 року як одноразовий захід і був приурочений до нью-йоркського Всесвітнього ярмарку, що проходив 1939 року.
Головою конвенту був Сем Московіц, почесним гостем — ілюстратор Френк Р. Пауль. Загалом у заході взяли участь близько 200 осіб, серед яких Айзек Азімов, Лайон Спрег де Кемп, Рей Бредбері, Джон Вуд Кемпбелл, Джек Вільямсон, Гаррі Гаррісон.

## Вибір місця
Історично більшість конвентів відбувалися в США. Проте, починаючи з кінця XX століття все більша кількість з них проходить в інших країнах.  2017 року 75-й Всесвітній науково-фантастичний конвент (Ворлдкон '75)  був проведений в Гельсінкі, Фінляндія.  16—20 серпня 2018 року Ворлдкон пройшов в Сан-Хосе, Каліфорнія, а  2019 року Всесвітній науково-фантастичний конвент прийматиме  Дублін. Якщо конкурентів  не з'явиться, Worldcon  2020 року  відбудеться в Новій Зеландії.
Перший проведений за межами США Ворлдкон відбувся 1948 року в Торонто, Онтаріо, Канада. Першим конвентом поза межами Північної Америки був 15-й Всесвітній науково-фантастичний конвент, що  проходив 1957 року в Лондоні.  2007 року 65-й Всесвітній науково-фантастичний конвент (Nippon 2007) вперше проведено в Азії, в Йокогамі, Японія. Також у XXI сторіччі відбулися   Ворлдкон 2003 в Торонто, Онтаріо, Канада,  Ворлдкон 2005 в Глазго, Шотландія, Ворлдкон 2009  в Монреалі, Квебек, Канада, 2010 Ворлдкон 2010 в Мельбурні, Австралія, Ворлдкон 2014 в Лондоні, Велика Британія і Ворлдкон 2017 в Гельсінкі, Фінляндія.
Місця проведення майбутніх конвентів визначаються голосуванням учасниками Ворлдкону. До 1970 року місце обиралося на наступний рік, з 1971 по 1986 — на два роки вперед, з 1987 по 2007 рік —  на три роки вперед, з 2008 року дотепер — знов на два роки вперед. Наприклад, під час Ворлдкон 2011 в Ріно,  Невада місцем проведення Ворлдкон 2013 було обрано Сан-Антоніо, Техас. 
Конституція Світового товариства наукової фантастики вимагає, аби запропоновані місця розташовувалися мінімум за 500 миль (800 км) від місця конвенту, де відбувається поточне голосування.